# Syndactylie

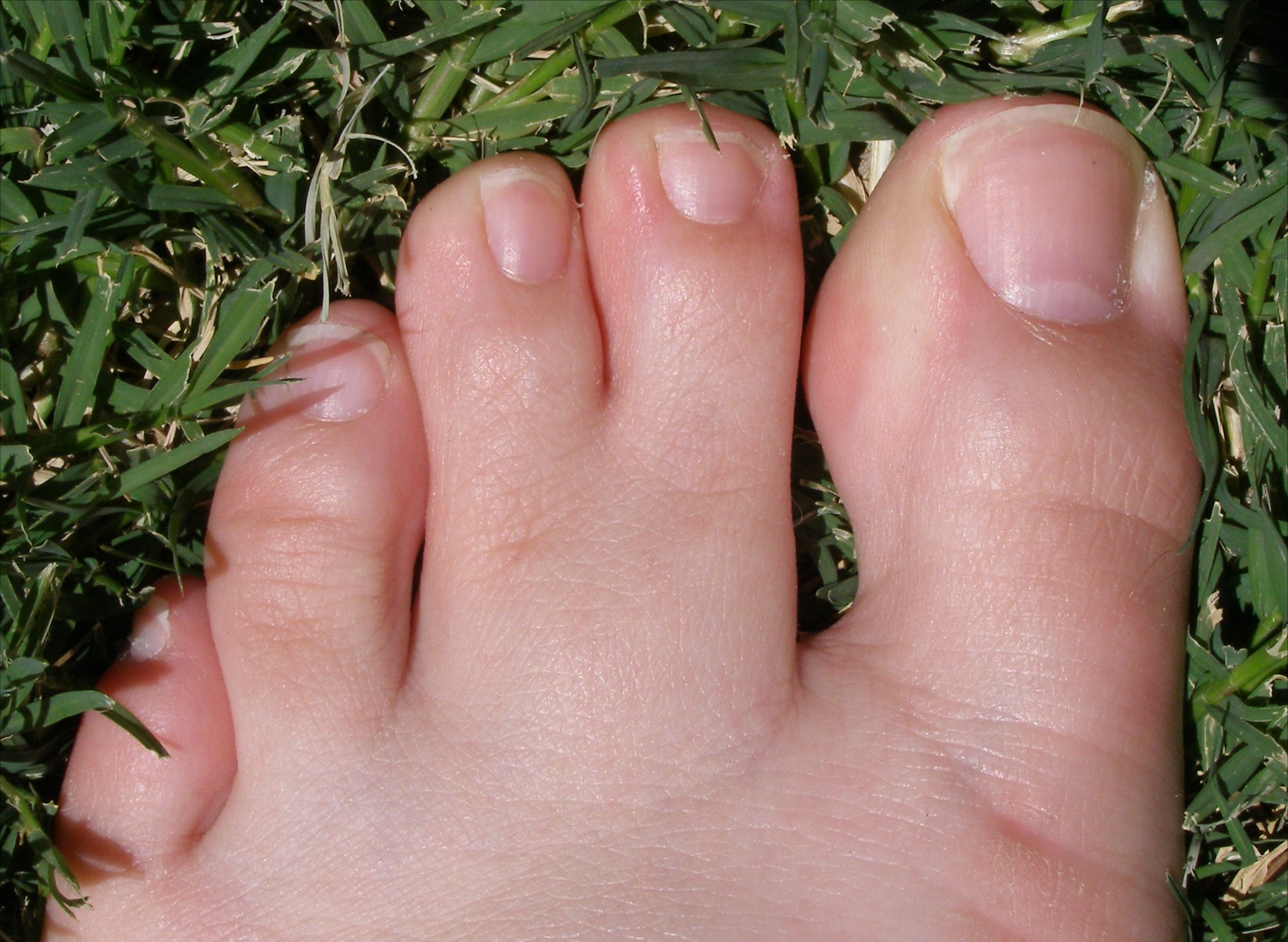
Syndactylie tussen de tweede en derde teen. Dit is geen handicap en geen reden voor operatief ingrijpen.

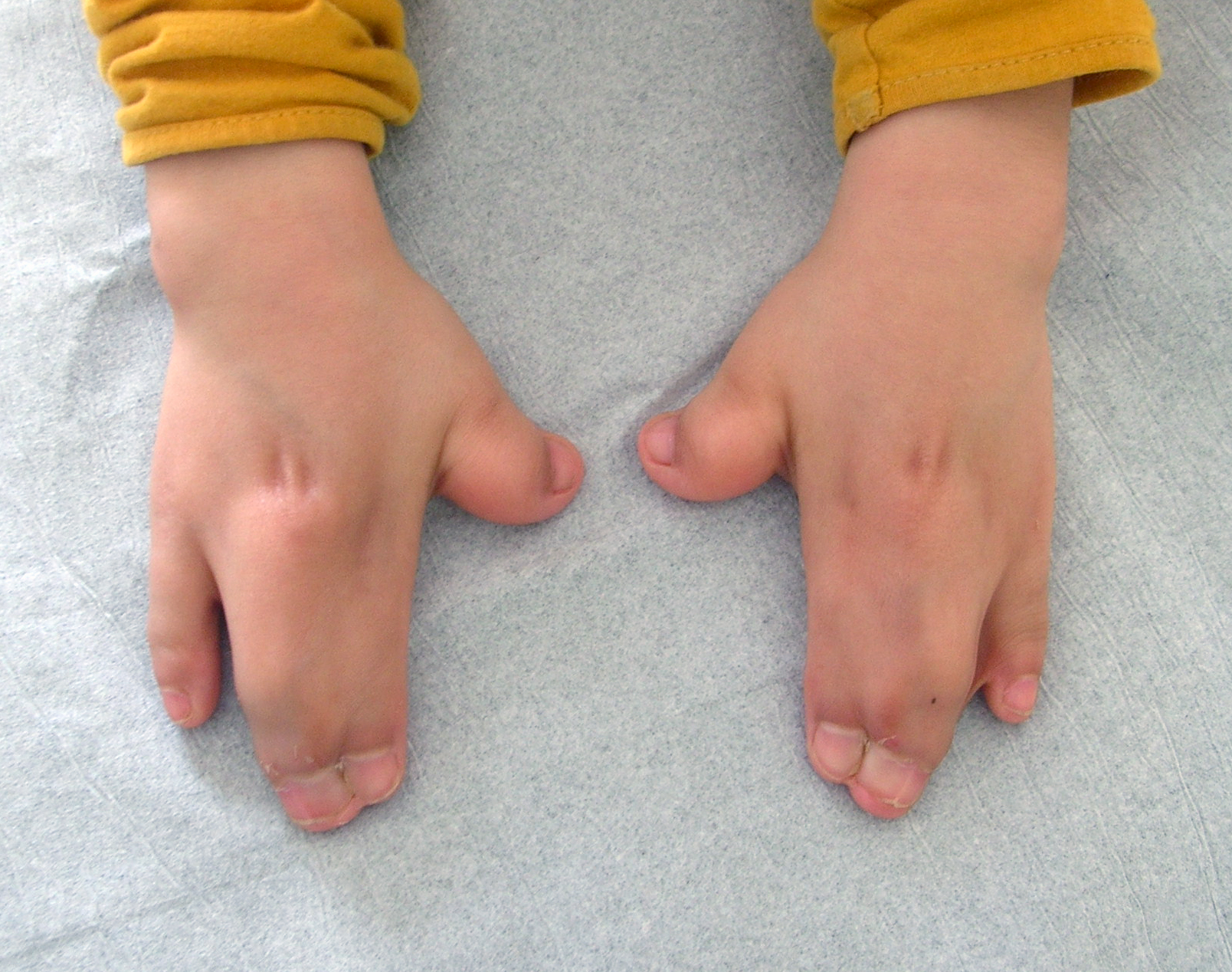
Syndactylie bij de handen

Syndactylie is het verschijnsel dat naast elkaar gelegen vingers of tenen aan elkaar vastgegroeid zijn over (een deel van) de lengte. Het woord is afgeleid van het Oudgriekse sun, σύν 'samen', en daktulos, δάκτυλος, 'vinger'.
Bij cutane syndactylie is de huid tussen de samengegroeide vingers of tenen niet gescheiden. Bij benige syndactylie kunnen botdelen ook aan elkaar vastgegroeid zijn. Bij syndactylie heeft in de foetale ontwikkeling de scheiding van de vingers of tenen onvoldoende plaatsgevonden.
Syndactylie is bij mensen een relatief vaak voorkomende aangeboren afwijking: ongeveer 1 op 3000 mensen wordt ermee geboren. Vooral bij de tweede en derde teen (zie afbeelding) komt het vaak voor. Het verschijnsel doet zich meer voor bij mannen dan bij vrouwen. De oorzaak kan een verandering in het erfelijk materiaal zijn. Syndactylie die niet met andere afwijkingen gepaard gaat, is vaak erfelijk.
Syndactylie hoeft geen afwijking te zijn: Bij waterdieren zoals dolfijnen, otters, walvissen en eenden zijn alle vingers of tenen vergroeid tot een voorvin of een zwemvlies, ook dit wordt syndactylie genoemd. Verder moet de vlieghuid van vleermuizen worden genoemd.